# Tylophora havilandii
Tylophora havilandii är en oleanderväxtart som beskrevs av Otto Warburg. Tylophora havilandii ingår i släktet Tylophora och familjen oleanderväxter. Inga underarter finns listade i Catalogue of Life.